# Peter Scott (ski alpin)
Pour les articles homonymes, voir Scott et Peter Scott.
Peter Scott, né le 27 novembre 1990 au Cap est un skieur alpin sud-africain, spécialisé dans les épreuves de slalom et slalom géant qui participe aux compétitions internationales depuis 2008.

## Biographie
Peter Scott s'entraîne en France, dans la station de Peyragudes, située dans les Pyrénées, et réside à Gazave. Il a participé pour la première fois aux Jeux olympiques en 2010, à Vancouver, où il ne termine pas le slalom géant.
Il prend notamment part aux Championnats du monde 2009 et 2011.